# 李耀斌
李耀斌，BBS，MH，JP，現任香港大埔區議會委任議員，是無黨派的議員。
2003年香港區議會選舉後，他獲得時任行政長官董建華委任，在無需要選舉的情況下，成為大埔區議員。
李耀斌於2015年鄉事委員會改選後，接替鄧光榮成為西貢北約鄉事委員會主席，根據規例成為大埔區議會當然議員，2019年成功連任。
1998年獲授予榮譽勳章勳銜，2004年被委任為非官守太平紳士，2007年獲頒授銅紫荊星章。

## 區議會公職
- 大埔區議會議員
- 文娛康體委員會委員
- 交通及運輸委員會委員